# Gran Premio de Francia de Motociclismo de 2001
El 'Gran Premio de Francia de Motociclismo de 2001 (oficialmente: Grand Prix Polini de France) fue la cuarta prueba del Campeonato del Mundo de Motociclismo de 2001. Tuvo lugar en el fin de semana del 18 al 20 de mayo en el Circuito Bugatti, situado a 5 km de la localidad de Le Mans (Sarthe), en los Países del Loira, Francia.
La carrera de 500cc fue ganada por Max Biaggi, seguido de Carlos Checa y Valentino Rossi. Daijiro Kato ganó la prueba de 250cc, por delante de Tetsuya Harada y Marco Melandri. La carrera de 125cc fue ganada por Manuel Poggiali, Mirko Giansanti fue segundo y Toni Elías tercero.

## Resultados

### Resultados 500cc
| Pos.    | N.º | Piloto              | Constructor | Vueltas | Tiempo    | Parrilla | Pts. |
| ------- | --- | ------------------- | ----------- | ------- | --------- | -------- | ---- |
| 1       | 3   | Max Biaggi          | Yamaha      | 28      | 46:59.346 | 1        | 25   |
| 2       | 7   | Carlos Checa        | Yamaha      | 28      | +3.266    | 5        | 20   |
| 3       | 46  | Valentino Rossi     | Honda       | 28      | +4.830    | 3        | 16   |
| 4       | 6   | Norick Abe          | Yamaha      | 28      | +14.561   | 7        | 13   |
| 5       | 28  | Àlex Crivillé       | Honda       | 28      | +14.977   | 9        | 11   |
| 6       | 1   | Kenny Roberts, Jr.  | Suzuki      | 28      | +23.180   | 2        | 10   |
| 7       | 65  | Loris Capirossi     | Honda       | 28      | +29.597   | 8        | 9    |
| 8       | 4   | Alex Barros         | Honda       | 28      | +31.205   | 12       | 8    |
| 9       | 15  | Sete Gibernau       | Suzuki      | 28      | +32.499   | 13       | 7    |
| 10      | 17  | Jurgen vd Goorbergh | Proton KR   | 28      | +33.019   | 10       | 6    |
| 11      | 56  | Shinya Nakano       | Yamaha      | 28      | +36.476   | 4        | 5    |
| 12      | 8   | Chris Walker        | Honda       | 28      | +1:15.798 | 15       | 4    |
| 13      | 10  | José Luis Cardoso   | Yamaha      | 28      | +1:19.446 | 14       | 3    |
| 14      | 21  | Barry Veneman       | Honda       | 27      | +1 Vuelta | 19       | 2    |
| 15      | 32  | Jarno Janssen       | Honda       | 27      | +1 Vuelta | 20       | 1    |
| Ret     | 24  | Jason Vincent       | Pulse       | 16      | Retirado  | 16       |      |
| Ret     | 68  | Mark Willis         | Pulse       | 15      | Retirado  | 18       |      |
| Ret     | 11  | Tohru Ukawa         | Honda       | 10      | Caída     | 11       |      |
| Ret     | 41  | Noriyuki Haga       | Yamaha      | 10      | Caída     | 6        |      |
| Ret     | 16  | Johan Stigefelt     | Sabre V4    | 2       | Retirado  | 17       |      |
| DNS     | 5   | Garry McCoy         | Yamaha      |         | No corrió |          |      |
| DNS     | 9   | Leon Haslam         | Honda       |         | No corrió |          |      |
| DNS     | 14  | Anthony West        | Honda       |         | No corrió |          |      |
| WD      | 19  | Olivier Jacque      | Yamaha      |         | abandono  |          |      |
| Fuente: |     |                     |             |         |           |          |      |

### Resultados 250cc
| Pos.    | N.º | Piloto             | Constructor | Vueltas | Tiempo     | Parrilla | Pts. |
| ------- | --- | ------------------ | ----------- | ------- | ---------- | -------- | ---- |
| 1       | 74  | Daijiro Kato       | Honda       | 26      | 44:29.546  | 1        | 25   |
| 2       | 31  | Tetsuya Harada     | Aprilia     | 26      | +0.204     | 2        | 20   |
| 3       | 5   | Marco Melandri     | Aprilia     | 26      | +13.599    | 3        | 16   |
| 4       | 7   | Emilio Alzamora    | Honda       | 26      | +16.813    | 5        | 13   |
| 5       | 10  | Fonsi Nieto        | Aprilia     | 26      | +18.429    | 4        | 11   |
| 6       | 15  | Roberto Locatelli  | Aprilia     | 26      | +29.025    | 10       | 10   |
| 7       | 99  | Jeremy McWilliams  | Aprilia     | 26      | +42.813    | 7        | 9    |
| 8       | 9   | Sebastián Porto    | Yamaha      | 26      | +44.429    | 9        | 8    |
| 9       | 44  | Roberto Rolfo      | Aprilia     | 26      | +45.077    | 12       | 7    |
| 10      | 6   | Alex Debón         | Aprilia     | 26      | +45.351    | 11       | 6    |
| 11      | 66  | Alex Hofmann       | Aprilia     | 26      | +47.253    | 15       | 5    |
| 12      | 12  | Klaus Nöhles       | Aprilia     | 26      | +55.500    | 14       | 4    |
| 13      | 21  | Franco Battaini    | Aprilia     | 26      | +56.474    | 13       | 3    |
| 14      | 50  | Sylvain Guintoli   | Aprilia     | 26      | +57.653    | 21       | 2    |
| 15      | 18  | Shahrol Yuzy       | Yamaha      | 26      | +1:04.735  | 18       | 1    |
| 16      | 42  | David Checa        | Honda       | 26      | +1:19.767  | 17       |      |
| 17      | 37  | Luca Boscoscuro    | Aprilia     | 26      | +1:31.159  | 20       |      |
| 18      | 22  | José David de Gea  | Yamaha      | 26      | +1:31.496  | 16       |      |
| 19      | 16  | David Tomás        | Honda       | 26      | +1:37.808  | 29       |      |
| 20      | 11  | Riccardo Chiarello | Aprilia     | 25      | +1 Vuelta  | 24       |      |
| 21      | 54  | Hervé Mora         | Honda       | 25      | +1 Vuelta  | 26       |      |
| 22      | 45  | Stuart Edwards     | Honda       | 25      | +1 Vuelta  | 28       |      |
| 23      | 52  | Guillaume Dietrich | Honda       | 25      | +1 Vuelta  | 31       |      |
| 24      | 56  | David Fouloi       | Yamaha      | 25      | +1 Vuelta  | 30       |      |
| 25      | 23  | César Barros       | Yamaha      | 25      | +1 Vuelta  | 25       |      |
| 26      | 53  | Tom Ouvrard        | Yamaha      | 24      | +2 Vueltas | 32       |      |
| Ret     | 20  | Jerónimo Vidal     | Aprilia     | 11      | Retirado   | 22       |      |
| Ret     | 8   | Naoki Matsudo      | Yamaha      | 7       | Retirado   | 8        |      |
| Ret     | 55  | Diego Giugovaz     | Yamaha      | 3       | Retirado   | 23       |      |
| Ret     | 81  | Randy de Puniet    | Aprilia     | 2       | Caída      | 6        |      |
| Ret     | 57  | Lorenzo Lanzi      | Aprilia     | 2       | Retirado   | 19       |      |
| Ret     | 64  | Hugo Marchand      | Honda       | 1       | Caída      | 27       |      |
| DNS     | 19  | Julien Allemand    | Yamaha      |         | No corrió  |          |      |
| DNS     | 98  | Katja Poensgen     | Aprilia     |         | No corrió  |          |      |
| Fuente: |     |                    |             |         |            |          |      |

### Resultados 125cc
| Pos.    | N.º | Piloto             | Constructor | Vueltas | Tiempo    | Parrilla | Pts. |
| ------- | --- | ------------------ | ----------- | ------- | --------- | -------- | ---- |
| 1       | 54  | Manuel Poggiali    | Gilera      | 24      | 43:33.372 | 2        | 25   |
| 2       | 6   | Mirko Giansanti    | Honda       | 24      | +0.218    | 7        | 20   |
| 3       | 24  | Toni Elías         | Honda       | 24      | +0.298    | 6        | 16   |
| 4       | 23  | Gino Borsoi        | Aprilia     | 24      | +0.515    | 8        | 13   |
| 5       | 9   | Lucio Cecchinello  | Aprilia     | 24      | +0.969    | 3        | 11   |
| 6       | 21  | Arnaud Vincent     | Honda       | 24      | +7.357    | 10       | 10   |
| 7       | 5   | Noboru Ueda        | TSR-Honda   | 24      | +7.940    | 5        | 9    |
| 8       | 4   | Masao Azuma        | Honda       | 24      | +8.464    | 17       | 8    |
| 9       | 39  | Jaroslav Huleš     | Honda       | 24      | +8.751    | 4        | 7    |
| 10      | 29  | Ángel Nieto, Jr.   | Honda       | 24      | +11.523   | 9        | 6    |
| 11      | 41  | Youichi Ui         | Derbi       | 24      | +11.962   | 1        | 5    |
| 12      | 17  | Steve Jenkner      | Aprilia     | 24      | +12.496   | 18       | 4    |
| 13      | 16  | Simone Sanna       | Aprilia     | 24      | +12.514   | 13       | 3    |
| 14      | 15  | Alex de Angelis    | Honda       | 24      | +20.667   | 14       | 2    |
| 15      | 11  | Max Sabbatani      | Aprilia     | 24      | +35.012   | 12       | 1    |
| 16      | 28  | Gábor Talmácsi     | Honda       | 24      | +36.143   | 16       |      |
| 17      | 26  | Dani Pedrosa       | Honda       | 24      | +37.580   | 15       |      |
| 18      | 18  | Jakub Smrž         | Honda       | 24      | +42.565   | 26       |      |
| 19      | 10  | Jarno Müller       | Honda       | 24      | +45.597   | 19       |      |
| 20      | 34  | Eric Bataille      | Honda       | 24      | +59.595   | 22       |      |
| 21      | 27  | Marco Petrini      | Honda       | 24      | +1:16.293 | 25       |      |
| 22      | 63  | Jimmy Petit        | Honda       | 24      | +1:22.325 | 27       |      |
| 23      | 20  | Gaspare Caffiero   | Aprilia     | 24      | +1:35.945 | 23       |      |
| 24      | 62  | Erwan Nigon        | Yamaha      | 24      | +1:58.711 | 29       |      |
| 25      | 60  | Xavier Hérouin     | Honda       | 23      | +1 Vuelta | 30       |      |
| 26      | 14  | Philipp Hafeneger  | Honda       | 23      | +1 Vuelta | 32       |      |
| 27      | 59  | Julien Enjolras    | Honda       | 23      | +1 Vuelta | 31       |      |
| Ret     | 25  | Joan Olivé         | Honda       | 20      | Retirado  | 21       |      |
| Ret     | 12  | Raúl Jara          | Aprilia     | 18      | Caída     | 24       |      |
| Ret     | 7   | Stefano Perugini   | Italjet     | 9       | Retirado  | 11       |      |
| Ret     | 61  | Grégory Lefort     | Aprilia     | 6       | Retirado  | 28       |      |
| DNS     | 22  | Pablo Nieto        | Derbi       | 0       | No corrió | 20       |      |
| DNS     | 31  | Ángel Rodríguez    | Aprilia     |         | No corrió |          |      |
| DNS     | 8   | Gianluigi Scalvini | Italjet     |         | No corrió |          |      |
| Fuente: |     |                    |             |         |           |          |      |